# 1982 (numero)
Millenovecentottantadue (1982) è il numero naturale dopo il 1981 e prima del 1983.

## Proprietà matematiche
- È un numero pari.
- È un numero composto da 4 divisori: 1, 2, 991, 1982. Poiché la somma dei suoi divisori (escluso il numero stesso) è 994 < 1982, è un numero difettivo.
- È un numero congruente.
- È un numero odioso.
- È un numero intero privo di quadrati.
- È parte della terna pitagorica (1982, 982080, 982082).